# Johan Henrik Åkerman
Johan Henrik Åkerman (31 de marzo de 1896, Estocolmo - 12 de julio de 1982) fue un economista sueco y profesor de Economía y Estadística en la Universidad de Lund. Fue el hermano más joven del economista sueco Johan Gustav Åkerman.
Consigue un máster en Administración de Empresas en la Escuela de Economía en Estocolmo el año 1918. Estudió en la Universidad de Harvard  entre 1919 y 1920.
Obtiene en 1929 el grado de doctor con la tesis "Rhythmics of Economic Life"  qué era la primera disertación sueca que contuvo elementos de econometría.
Sobre el pensamiento del profesor Åkerman se piensa que "desciende directamente del de los economistas marginalistas Jevons y Bohm-Bawerk", hasta el año de 1936 en sus publicaciones trató el tema del cambio económico con una visión meramente econometrica, después de este punto comenzó a enriquecer su obra.

## Teoría Económica[1]
Su teoría es de base eminentemente empírica, se fundamenta en la observación de fenómenos económicos atendiendo sus aristas técnica, política y social, basándose en el análisis causal. Los principios en los que basó su análisis son:
- Principio de Industrialización
- Principio Institucional
- Principio econométrico
- Principio de la dicotomía
- Principio del conjunto
- Principio de causalidad
- Principio de la planificación

## Trabajos
- A Swedish Index of Economic Cycles, 1922.
- Rhythmics of Economic Life, 1928.
- "Problems of American Monetary Policy", 1928, Ekon Tidsk.
- Economic Progress and Economic Crises, 1931.
- Some Lessons of the World Depression, 1931.
- "Dynamic Problems of Value", 1931 ZfN.
- "Quntitative Economics", 1932, WWA.
- "Knut Wicksell: A pioneer of econometrics", 1933, Econometrica.
- Konjukturteoretsika Problem, 1934.
- "Annual Survey of Economic Theory: The setting of the central problem", 1936, Econometrica.
- Problem der Sozialokonomischen Synthese, 1938.
- Ekonomisk Teori, 2 volumes, 1939-1944.
- "Ekonomisk kalkyl och kausalanalys", 1944, Ekon Tidsk.
- Ekonomist skeende och politiska förändringar, 1946.
- "Political Economic Cycles", 1947, Kyklos
- "Ekonomi och politik.  Ekonomiska konjunktur och politska val i USA 1868-1944", 1947, Ekon Tidsk
- "Summeringsproblemet modellfölopp och konjukturproblem", 1953, Ekon Tidsk.
- Politik och Ekonomi i Atomalderns Värld, 1954.
- Structures et Cycles Economiques, 1955-7.
- "De Ekonomiska beluslutens Katalysatorer", 1956, Ekon Tidsk.
- Theory of Industrialism, 1960.
- Internationell politik och samhällsekonomi, 1970.